# La Soupe aux poulets
Pour plus de détails, voir Fiche technique et Distribution.
La Soupe aux poulets est un film français réalisé par Philippe Agostini sorti en 1963, tiré du roman Soupe aux poulets (Killer's Wedge) de Ed McBain.

## Synopsis
La fiancée d'un gangster ayant été abattu par la police prend en otage tout un commissariat, armée d'un revolver et d'une bouteille de nitroglycérine.

## Fiche technique
- Titre : La Soupe aux poulets
- Réalisation : Philippe Agostini
- Scénario : Michel Subiela et René Wheeler, d'après le roman Soupe aux poulets (Killer's Wedge) de Ed McBain
- Musique : Marcel Stern
- Montage : Victoria Mercanton
- Décors : Louis Le Barbenchon
- Son : Jean Bertrand
- Pays d'origine : France
- Langue : français
- Genre : Film policier
- Durée : 88 minutes
- Date de sortie : 12 juin 1963

## Distribution
- Gérard Blain : Claudio
- Françoise Spira : Maria
- Claude Brasseur : Inspecteur Girel
- Guy Bedos : Hardouin
- Jean Servais : Commissaire Beronnet
- Paul Mercey : Rimbert
- Anne-Marie Coffinet : Corinne
- Maurice Biraud : Inspecteur Morel
- Roger Dutoit : Cazenave
- Hélène Dieudonné : la vieille dame
- Ellen Bahl :  la patronne du restaurant
- Yves Barsacq
- Gérard Desarthe
- Jean-Pascal Duffard
- Daniel Kamaryk
- Pierre Mirat
- Jacques David